# Wavin' Flag
"Wavin' Flag" é um single do cantor somali-canadense K'naan, lançado em 2009. Ainda nesse ano, K'naan regravou a canção e deu o título "Wavin' Flag (The Celebration Mix)" para a nova versão, que foi escolhida pela Coca-Cola como seu tema oficial. Com uma campanha de US$ 300 milhões, divulgando em rádios, e em todos os comerciais relacionados ao evento em todo o mundo.
Em 2010, a canção foi regravada por outros artistas canadenses: Avril Lavigne, Nikki Yanofsky, Deryck Whibley, Pierre Bouvier, Jay Malinowski, Emily Haines, James Shaw, Fefe Dobson, Drake, Justin Bieber, Jully Black, Kardinal Offishall e Nelly Furtado, entre outros, creditados como Young Artists for Haiti. Todo o dinheiro arrecadado irá ajudar as vítimas no Sismo do Haiti de 2010. O videoclipe estreou no canal MuchMusic.

## Desempenho do single
O single chegou na segunda posição do Canadian Hot 100, parada musical oficial do Canadá, onde permaneceu nas duas semanas seguintes. Outros países que obtiveram um bom desempenho é a Áustria, Alemanha, Suíça e a Bélgica que ficaram na 1ª posição em suas respectivas paradas oficiais. E ainda no Canadá, esse hit foi certificado com Disco de Platina Triplo pela Music Canada, pelas mais de 120 mil downloads pagos no país. No Brasil a canção chegou na 14ª colocação das 100 mais executadas no país, e na Venezuela ficou na 15º posição na parada Pop-Rock na Record Report, a oficial do país.
| País/Parada musical (2010)         | Melhor Posição |
| ---------------------------------- | -------------- |
| Áustria - Ö3 Austria Top 40        | 1              |
| Alemanha - German Singles Chart    | 1              |
| Bélgica - Ultratop Flanders        | 1              |
| Suíça - Swiss Singles Chart        | 1              |
| Canadá - Canadian Hot 100          | 2              |
| Europa - Eurochart Hot 100 Singles | 1              |
| Holanda - Mega Charts              | 6              |
| Japão - Japan Hot 100              | 7              |
| Irlanda - Irish Charts             | 2              |
| França - SNEP                      | 11             |
| Itália - FIMI                      | 10             |

| País/Parada musical (2010)         | Melhor Posição |
| ---------------------------------- | -------------- |
| Venezuela - Record Report          | 15             |
| Reino Unido - UK Top 75 Singles    | 2              |
| Brasil - Hot 100                   | 12             |
| Noruega - VG-lista                 | 5              |
| Dinamarca - Hitlisten              | 17             |
| Bélgica - Ultratop Wallonia        | 22             |
| Suécia - Sverigetopplistan         | 10             |
| Espanha - PROMUSICAE               | 7              |
| Estados Unidos - Billboard Hot 100 | 82             |
| Mundo - United World Chart         | 5              |

### Certificações e vendas
| País                  | Certificação | Vendas   |
| --------------------- | ------------ | -------- |
| Canadá - Music Canada | 3× Platina   | 120,000+ |
| Alemanha - BVMI       | Ouro         | 150,000+ |